# 伊尔平市镇
伊尔平市级市镇（烏克蘭語：Ірпінська міська громада），是乌克兰基辅州布恰区的一个市镇，行政中心为伊尔平市。市镇面积为117.2平方公里，2018年人口数量为77,587人。

## 聚居点
该市镇包括一个城市（伊尔平）和4个村庄：
- 迪布羅瓦
- 扎布恰
- 科津齊
- 米哈伊利夫卡-魯貝日夫卡